# Schäferhütte
Schäferhütte ist ein Gemeindeteil des Marktes Schnaittach im Landkreis Nürnberger Land (Mittelfranken, Bayern). Schäferhütte liegt in der Gemarkung Freiröttenbach.

## Lage
Die Einöde besteht aus vier Anwesen und liegt direkt am Flugplatz Lauf-Lillinghof am Südosthang des Epperlesbergs (546 m ü. NHN). Der Ort ist größtenteils von Wald umgeben. Ein Wirtschaftsweg führt nach Lillinghof (0,9 km östlich).

## Geschichte
Schäferhütte wurde auf dem Gemeindegebiet von Freiröttenbach gegründet. Im Zuge der Gebietsreform in Bayern wurde der Ort am 1. Juli 1971 nach Schnaittach eingemeindet.